# Richard Pittioni
Richard Pittioni (* 9. April 1906 in Wien; † 16. April 1985 ebenda) war ein österreichischer Prähistoriker und ordentlicher Universitätsprofessor an der Universität Wien.

## Leben
Pittioni habilitierte sich bereits 1932, musste jedoch im März 1938 aus politischen Gründen sein Lehramt niederlegen. Nach der Zeit des Nationalsozialismus erhielt er seine Lehrbefugnis zurück und war ab 1946 langjähriger Vorstand des Instituts für Ur- und Frühgeschichte der Universität Wien. Unter seiner Leitung wurde das im Jahre 1945 durch einen Bombentreffer zerstörte Institut wieder aufgebaut. Im Jahre 1948 gründete Pittioni die Fach- und Institutszeitschrift Archaeologia Austriaca und war deren Schriftleiter bis zu seiner Emeritierung im Jahre 1976. Vorher war er schon Schriftleiter der Wiener Prähistorischen Zeitschrift von 1930 bis 1938 und der Reihe Niederdonau, Natur und Kultur von 1940 bis 1942.
Pittioni wurde 1957 zum wirklichen Mitglied der philosophisch-historischen Klasse der Österreichischen Akademie der Wissenschaften gewählt. 1960/61 war er Dekan der Philosophischen Fakultät der Universität Wien.
Sein eigenes wissenschaftliches Werk (rund 500 Veröffentlichungen) beinhaltet grundlegende Arbeiten zur Ur- und Frühgeschichte, der Bergbauforschung sowie der Mittelalter- und Industriearchäologie Österreichs. Diese Arbeiten und die Betreuung zahlreicher Interessenten im universitären Bereich prägten mehrere Forschergenerationen.
Pittionis vieljährige Vorlesungsreihe „Systematische Urgeschichte“ wurde regelmäßig auch von Hörern aus dem Ausland besucht, die hauptsächlich deshalb nach Wien gekommen waren.
Die wissenschaftliche Forschungstätigkeit Pittionis pflegte in Anschluss an Moriz Hoernes und Oswald Menghin grundsätzlich zwei Richtungen: altweltliche Urgeschichtsforschung in ihrer Gesamtheit und Urgeschichte Österreichs.
Anlässlich seines 70. Geburtstags erschien im Jahre 1976 eine zweibändige Festschrift (Archaeologia Austriaca, Beiheft 13 und 14). Im selben Jahr wurde er zum korrespondierenden Mitglied der Göttinger Akademie der Wissenschaften gewählt. Er wurde am Dornbacher Friedhof bestattet.

## Auszeichnungen
- 1948: Preis der Stadt Wien für Geisteswissenschaften
- 1964: Wilhelm-Hartel-Preis

## Werke
- La Tene in Niederösterreich. Materialien zur Urgeschichte Österreichs 5, Wien 1930.
- "Urgeschichte: Allgemeine Urgeschichte und Urgeschichte Österreichs". Handbuch für den Geschichtslehrer, Erg-, Band 1. Leipzig und Wien, 1937.
- "Die urzeitliche Kulturentwicklung auf dem Boden des Waldviertels". In: Eduard Stepan: Das Waldviertel 7, Wien 1937, S. 5ff.
- Österreichs Urzeit im Bilde. Leipzig und Wien, 1938.
- Die Funde von Seeboden am Millstätter See, Kärnten. In: Carinthia, Mitteilungen des Geschichtsvereines für Kärnten, 128. Jahrgang, 1938, Klagenfurt, S. 190–196
- Bibliographie zur Urgeschichte der Ostmark 1930–1938. Wien, 1940.
- Beiträge zur Urgeschichte der Landschaft Burgenland im Reichsgau Niederdonau. Wien. 1941.
- Zur Frage nach der Herkunft der Runen und ihrer Verankerung in der Kultur der europäischen Bronzezeit. Beiträge zur Geschichte der deutschen Sprache und Literatur (PBB) 65, 1942.
- Urzeitlicher Siedlungsraum in Österreich. Wien, 1947.
- Die urgeschichtlichen Grundlagen der europäischen Kultur. Wien, 1949.
- Vom geistigen Menschenbild der Urzeit. Wien, 1952.
- Urgeschichte des Österreichischen Raumes. Wien, 1954.
- Vom Faustkeil zum Eisenschwert: eine kleine Einführung in die Urgeschichte Niederösterreichs. Horn, 1964.
- "Gräber der späten Glockenbecherkultur aus Wipfing, p.B. Tulln, NÖ." Archaeologia Austriaca 37, 1965, S. 7ff.
- "Zu den Beilschäftungen aus dem Mondsee, OÖ." Archaeologia Austriaca 44, 1968, S. 84ff.
- Geschichte Österreichs I. Band I/1: Urzeit: von etwa 80000 bis 15. v. Chr. Geb., Band I/2: Anmerkungen und Exkurse mit einer Literaturübersicht über die Urgeschichtsforschung in Österreich 1954–1978. Wien, 1980.
- "Zwei nennenswerte Kupferobjekte aus dem österreichischen Voralpenland". Fundberichte aus Österreich 22, 1983, S. 163ff.
- "Ein Mousterien-Schaber aus der Salzofenhöhle im Toten Gebirge (Stmk.)". Die Höhle 35, 1984, S. 1ff.
- Wer hat wann und wo den Silberkessel von Gundestrup angefertigt?. Denkschriften (Österreichische Akademie der Wissenschaften, Philosophisch-historische Klasse), 178. Band. Veröffentlichungen der Keltischen Kommission, Nr. 3. Wien: Verlag der Österreichischen Akademie der Wissenschaften, 1984. ISBN 3-7001-0669-6